# Speed dating

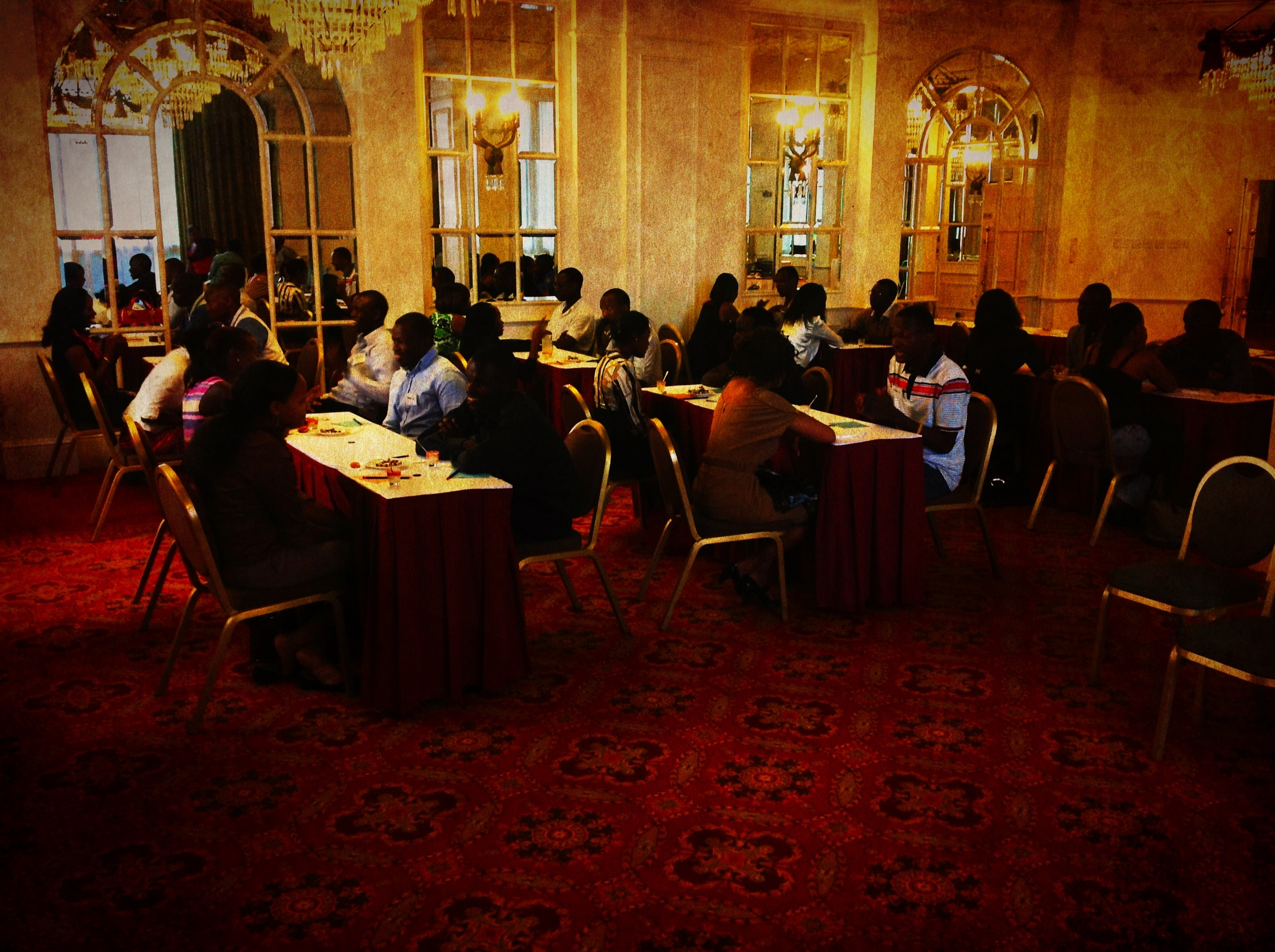
Speed dating w Nairobi

Speed dating (ang. „szybkie randki”) – metoda zawierania kontaktów międzyludzkich o charakterze miłosnym, polegająca na sesjach krótkich rozmów (limitowanych czasowo przez organizatora) i selekcji przez uczestników osób, z którymi chcieliby skontaktować się poza sesją.
Metodę wymyślił rabin Yaacov Deyo z Los Angeles w 1998 roku. Pierwszy speed dating miał miejsce w Pete’s Café w Beverly Hills w 1998 roku. Niebawem po tym wydarzeniu urosła popularność tego typu spotkań w Stanach Zjednoczonych, zwłaszcza po ukazaniu się w 2000 roku całego zarysu pomysłu w serialu telewizyjnym Sex and the City, jako coś bardzo eleganckiego. Zwolennicy mówią o speed dating, iż oszczędza ona czas, a dodatkowo role decydującą odgrywa pierwsze wrażenie.

## Organizacja
Speed dating to proces randkowy, w którym zachęca się ludzi, by mogli poznać dużo nowych osób w kilka minut. Co 3–8 minut mężczyźni i kobiety wymieniają się między sobą, żeby poznać się na „krótkich randkach”. Po 3–8 minutach organizator daje znak dzwonkiem, sygnalizując uczestnikom, by iść dalej na następną randkę. Na koniec wszystkich spotkań, uczestnicy oddają listę osób, z którymi chcieliby nawiązać dalszy kontakt. Jeśli okaże się, że dani uczestnicy wpisali siebie nawzajem na listę (zostało to odwzajemnione), następuje wymiana kontaktów.

## Odmiany speed datingu
Na początku lat 90. formuła speed datingu została w Stanach Zjednoczonych zaadaptowana przez świat biznesu. Obecnie – również w Polsce – służy również do przeprowadzania rozmów rekrutacyjnych oraz stwarzania przestrzeni dla spotkania firm zainteresowanych np. inwestycją w potencjalnie intratne projekty oraz osobami, które są w stanie taki pomysł zaprezentować i wykonać.

## Telewizja
Speed dating został pokazany w wielu serialach telewizyjnych oraz filmach na świecie.
- Sex and the City. „Don’t Ask, Don’t Tell” (2000): Miranda, prawniczka, dochodzi do wniosku, że mężczyźni boją się silnych, odnoszących sukcesy zawodowe kobiet. Postanawia kłamać na temat swojej pracy i przedstawia się jako stewardesa[2].
- Providence (TV series). „The Mating Dance” (2001): Syd idzie na sesję „speed dating”[3].
- Kath and Kim. „Gay” (2002): Kim, w separacji z mężem od 2 miesięcy, idzie z przyjaciółką Sharon na sesję speed dating[4].
- Reba (TV series). „Switch” (2002): Córka Reby, Cheyenne, przekonuje matkę do spróbowania speed-datingu[5].
- Monk (TV Series). „Mr. Monk Goes to the Theater” (2003): Adrian Monk próbuje rozmawiać z podejrzaną w sprawie podczas sesji speed datingu[6].
- Dead Like Me. „Hurry” (2004): Daisy idzie na sesję speed dating, żeby posiąść duszę jednego z uczestników[7].
- Gilmore Girls. „But Not as Cute as Pushkin” (2004): Przyjaciółka Rory'ego, Paris, uczęszcza na sesje speed dating po śmierci swojego chłopaka profesora[8].
- Queer Eye for the Straight Guy. „Queer Eye For The Shy Guy” (2004): Heteroseksualny mężczyzna zostaje zmuszony do wzięcia udziału w przyjęciu speed dating[9].
- 60 Minutes II. „60 Minutes II” (2004): Speed dating pojawia się we fragmencie nazwanym „Love in the 21st Century”[10]
- The Vicar of Dibley. „Happy New Year” (2005): Geraldine Granger otrzymuje bilet na sesję speed dating na swoje 40. urodziny[11].
- Beauty and the Geek. „Episode 204” (2006): Speed dating jest tu ukazany jako jedno z wyzwań, któremu stawiają czoła geekowie[12].
- The Bill. „Episode 405” (2006): Yvonne Hemmingway przekonuje Honey Harman do pójścia z nią na sesję speed-dating[13].
- The L Word. „Lifeline” (2006): Alice i Kit idą na sesję speed dating[14].
- The Simpsons. „Regarding Margie” (2006): Marge Simpson, w chwili amnezji, poszła na sesję speed-dating.
- Różne programy randkowe takie jak The 5th Wheel
- Klip do „You” (2006): wykonanie – artyści R&B Lloyd i gościnnie Lil Wayne
- Psych. „He Loves Me, He Loves Me Not, He Loves Me, Oops He’s Dead” (2007): Shawn i Gus łączą przypuszczalne „porwania przez obcych” z sesjami speed-dating w lokalnym barze i próbują pod przykrywką rozwiązać sprawę porwań.
- The Friday Night Project. „Series 5, Episode 8 – Guest Host: Rupert Everett” (2007): Justin Lee Collins i Alan Carr biorą Ruperta Everetta na sesję speed-dating w londyńskim barze[15].
- NCIS (TV series). „Season 4, Singled Out”: Oficer Ziva David idzie pod przykrywką uczestnika na sesję speed dating żeby zdekonspirować potencjalnego porywacza oficerów Navy.
- Law & Order: Special Victims Unit. „Starved” (2005): Kiedy serwis speed dating zostaje połączony z trzema gwałtami, Detektyw Benson działa incognito, żeby złapać sprawcę.

### Filmy
- Je préfère qu’on reste amis (2005)
- Hitch: Najlepszy doradca przeciętnego faceta (2005)
- 40-letni prawiczek (2005)
- Shoppen – niemiecki film o speed datingu (2007)